# Anopheles gigas
Anopheles gigas är en tvåvingeart som beskrevs av Giles 1901. Anopheles gigas ingår i släktet Anopheles och familjen stickmyggor. Inga underarter finns listade i Catalogue of Life.